# Mycaranthes anceps
Mycaranthes anceps är en orkidéart som först beskrevs av Leav., och fick sitt nu gällande namn av James Edward Cootes och Wally Suarez. Mycaranthes anceps ingår i släktet Mycaranthes och familjen orkidéer. Inga underarter finns listade i Catalogue of Life.